# 11 juillet 1961
Le mardi 11 juillet 1961 est le 192e jour de l'année 1961.

## Naissances
- Iouri Perohanych, personnalité publique ukrainienne
- Montserrat Nebrera González, femme politique catalane
- Thierry Forveille, astronome français
- Werner Günthör, athlète suisse
- Werner Koch, développeur allemand de logiciels libres

## Décès
- Abdelhafid Ihaddaden (né le 8 mars 1932), ingénieur atomicien algérien
- Antonio Prior Martínez (né le 12 août 1913), cycliste français
- Ernest Vincent (né le 6 mars 1883), journaliste français
- Jacques Muracciole (né le 9 janvier 1902), poète, écrivain, dramaturge, acteur, journaliste et dessinateur français
- Jules Leleu (né le 17 juin 1883), décorateur et sculpteur
- Octave-Louis Pasquet (né le 10 novembre 1869), ecclésiastique catholique français
- Paul Tschoffen (né le 8 mai 1878), politicien belge
- Vicente Uribe (né le 30 décembre 1902), homme politique espagnol

## Événements
- Les généraux français Salan, Jouhaud et Gardy sont condamnés à mort par contumace par le Haut Tribunal militaire.
- Création de l'association Òmnium Cultural en Catalogne